# Grant Imahara
Grant Masaru Imahara, (født 23. oktober 1970 i Californien, død 13. juli 2020) var uddannet elektroingeniør ved University of Southern California, men var bedre kendt som medvirkende i TV-serien Mythbusters og i BattleBots.
Imahara arbejdede også med specialeffekter i filmene The Lost World: Jurassic Park, Star Wars Episode I: Den usynlige fjende, Galaxy Quest, A. I. - kunstig intelligens, Star Wars Episode II: Klonernes angreb, Terminator 3: Rise of the Machines, The Matrix Reloaded, The Matrix Revolutions, Van Helsing og Star Wars Episode III: Sith-fyrsternes hævn.